# 芬德利 (伊利諾伊州)
芬德利（英語：Findlay）是位於美國伊利諾伊州謝爾比縣的一個村落。

## 地理
芬德利的座標為39°31′16″N 88°45′16″W / 39.52111°N 88.75444°W，而該地最高點為海拔高度206米（即676英尺）。

## 人口
根據2010年美國人口普查的數據，芬德利的面積為2.39平方千米，當中陸地面積為2.39平方千米，而水域面積為0.00平方千米。當地共有人口683人，而人口密度為每平方千米285人。